# 渥太華鎮區 (堪薩斯州富蘭克林縣)
渥太華鎮區（英語：Ottawa Township）為位在美國堪薩斯州富蘭克林縣的鎮區。2010年美国人口普查中該鎮區人口有813人。

## 地理
渥太華鎮區涵蓋面積111.48平方（43.04平方英里），境內包含1座城市：渥太華（縣治）。根據美國地質調查局的資料，此鎮區擁有5座墓園：海蘭墓園（Highland Cemetery）、霍普墓園（Hope Cemetery）、印第安墓園（Indian Cemetery）、Mount Calvary墓園以及芒特埃弗格林墓園（Mount Evergreen Cemetery）。
該鎮區有阿珀努斯溪（Appanoose Creek）、八英里溪（Eightmile Creek）、艾蘭溪（Island Creek）、紐金特溪（Nugent Creek）、桑德溪（Sand Creek）、斯普林溪（Spring Creek）、陶伊溪（Tauy Creek）、沃爾納特溪（Walnut Creek）、威爾遜溪（Wilson Creek）以及沃爾夫溪（Wolf Creek）等溪流通過。

## 人口統計
根據2010年美國人口普查，渥太華鎮區人口有813人，人口密度為7.41人/平方公里。種族組成方面，94.46%為白人；0.37%為非裔美洲人；0.49%為美洲原住民；0.37%為亞洲人；0%為太平洋島民；0.37%為來自其他種族；另外有3.94%來自兩個或以上的種族。而其他族裔如西班牙裔美國人或拉丁美洲人等佔該鎮區人口的2.09%。

## 外部連結
- USGS Geographic Names Information System (GNIS) （页面存档备份，存于）
- US-Counties.com
- City-Data.com （页面存档备份，存于）